# Momento central
O momento central ou momento centrado é definido para cada grau n > 0.
O enésimo momento centrado {\displaystyle \mu _{n}(x)\,} de uma distribuição {\displaystyle f_{X}(x)}, em relação à sua média é:
{\displaystyle \mu _{n}(x)=\int _{-\infty }^{\infty }(x-\mu )^{n}f(x)dx\,}.
Para uma variável aleatória discreta com função massa de probabilidade {\displaystyle p(x_{i})=p_{i}\,}, o momento se escreve:
{\displaystyle \mu _{n}(x)=\sum {p_{i}(x_{i}-\mu )^{n}}\,}.
O primeiro momento centrado de qualquer distribuição é zero, e o segundo momento centrado é a variância. Nem todas distribuições possuem momentos (a integral ou soma pode ir para infinito ou mesmo não ser definida).

## Exemplos
- Em qualquer distribuição simétrica, todos momentos de ordem ímpar ou são zero, ou não são definidos.
- Na distribuição t de Student com ν graus de liberdade, os momentos de ordem ímpar maiores ou iguais a ν não são definidos, porque a integral diverge.